# Clement Vallandigham
Clement Laird Vallandigham (/vəˈlændᵻɡəm/ və-LAN-dig-əm; 29 de julio de 1820 - 17 de junio de 1871) fue un político estadounidense y líder de la facción Copperheads de demócratas pacifistas durante la guerra de Secesión. Sirvió dos mandatos para el tercer distrito del Congreso de Ohio en la Cámara de Representantes de los Estados Unidos. En 1863, fue condenado en un consejo de guerra del Ejército por oponerse a la guerra y exiliado a los Estados Confederados de América. Se postuló para gobernador de Ohio en 1863 desde el exilio en Canadá, pero fue derrotado. Vallandigham murió en 1871 en Lebanon, Ohio, después de dispararse accidentalmente en el abdomen con una pistola, mientras representaba a un acusado en un caso de asesinato por matar a un hombre en una pelea de bar en Hamilton.

## Primeros años
Clement Laird Vallandigham nació el 29 de julio de 1820 en New Lisbon, Ohio (hoy en día Lisbon, Ohio), hijo de Clement y Rebecca Laird Vallandigham. Su padre, un ministro presbiteriano, educó a su hijo en casa.
En 1841, Vallandigham tuvo una disputa con el presidente de la universidad en Jefferson College en Canonsburg, Pensilvania. Fue despedido honorablemente, pero nunca recibió un título.
Edwin M. Stanton, el futuro Secretario de Guerra bajo el presidente Lincoln, era un amigo cercano de Vallandigham antes de la guerra civil. Stanton le prestó a Vallandigham $500 para un curso de derecho y para comenzar su propia práctica. Tanto Vallandigham como Stanton eran demócratas, pero tenían puntos de vista opuestos sobre la esclavitud. Stanton era abolicionista; Vallandigham un anti-abolicionista.

## Carrera política

### Legislatura de Ohio
Poco después de comenzar a ejercer la abogacía en Dayton, Ohio, Vallandigham ingresó a la política. Fue elegido como demócrata para la legislatura de Ohio en 1845 y 1846, y se desempeñó como editor de un periódico semanal, el Dayton Empire, desde 1847 hasta 1849.
Mientras estuvo en la legislatura del estado de Ohio, Vallandigham votó en contra de la derogación de las Black Laws (leyes contra los derechos civiles de los afroamericanos), pero quería que la cuestión fuera sometida a referéndum por parte de los votantes. En 1851, Vallandigham buscó la nominación demócrata para ser vicegobernador de Ohio, pero el partido se negó a nominarlo.

### Cámara de los Representantes
Vallandigham se postuló para el Congreso en 1856, pero fue derrotado por poco. Apeló al Comité de Elecciones de la Cámara de Representantes, alegando que se habían emitido votos ilegales. La Cámara finalmente aceptó su denuncia, y Vallandigham tomó asiento en el penúltimo día de la legislatura. El retraso se debió a «la división que había surgido en el Partido Demócrata sobre la cuestión de Lecompton [la esclavitud en Kansas].» Fue reelegido por un pequeño margen en 1858.
En octubre de 1859, el abolicionista radical John Brown dirigió una pequeña incursión contra Harpers Ferry, Virginia, y se apoderó del Arsenal del Ejército de los Estados Unidos. Vallandigham pasaba por allí, y se unió a un grupo de funcionarios del gobierno que interrogaron al capturado Brown sobre sus objetivos, que según Brown era un intento de desencadenar una rebelión de esclavos para asegurar su libertad. Su comentario sobre Brown fue:

Here was folly and madness. He believed and acted upon the faith which for twenty years has been so persistently taught in every form throughout the Free States, and which is but another mode of the statement of the doctrine of the 'irrepressible conflict'—that slavery and the three hundred and seventy thousand slaveholders of the South are only tolerated, and that the millions of slaves and non-slaveholding white men are ready and willing to rise against the 'oligarchy', needing only a leader and deliverer. The conspiracy was the natural and necessary consequence or the doctrine proclaimed every day, year in and year out, by the apostles of Abolition. But Brown was sincere, earnest, practical; he proposed no mild works in his faith, reckless of murder, treason, and every other crime. This was his madness and folly. He perished justly and miserably—an insurgent and a felon; but guiltier than he, and with his blood upon their heads, are the false and cowardly prophets and teachers of Abolition.
Aquí estaba la insensatez y la locura. Creyó y actuó de acuerdo con la fe que durante veinte años se ha enseñado con tanta persistencia en todas sus formas en los Estados Libres, y que no es más que otro modo de enunciado de la doctrina del «conflicto irreprimible» —que la esclavitud y los trescientos setenta mil esclavistas del Sur solo son tolerados, y que los millones de esclavos y hombres blancos no esclavistas están listos y dispuestos a levantarse contra la 'oligarquía', necesitando solo un líder y libertador. La conspiración fue la consecuencia natural y necesaria de la doctrina proclamada todos los días, año tras año, por los apóstoles de la abolición. Pero Brown era sincero, serio, práctico; no propuso obras suaves en su fe, imprudente en el asesinato, la traición y cualquier otro crimen. Esta fue su insensatez y su locura. Murió justa y miserablemente— un insurgente y un delincuente; pero más culpables que él, y con su sangre sobre sus cabezas, son los falsos y cobardes profetas y maestros de la abolición.

Vallandingham estaba a favor de la esclavitud, siendo descrito en un periódico hostil como «realizando el trabajo sucio de la esclavocracia sureña». Siempre fue un firme defensor de los derechos de los estados constitucionales. Creía que el gobierno federal no tenía poder para regular ninguna institución legal, lo que era la esclavitud en ese momento. También creía que los estados tenían un derecho implícito a separarse y que, legalmente, la Confederación no podía ser conquistada militarmente. Vallandigham era un creyente en los bajos aranceles y que la esclavitud era un asunto que debía decidir cada estado. Durante la guerra que siguió, se convertiría en uno de los críticos más abiertos de Lincoln.
Fue reelegido para la Cámara en 1860. Durante la campaña presidencial de 1860, apoyó a Stephen A. Douglas, aunque no estaba de acuerdo con la posición de Douglas sobre la «soberanía de los ocupantes ilegales», que fue utilizada por los detractores para describir la soberanía popular.
El 20 de febrero de 1861, Vallandigham pronunció un discurso titulado The Great American Revolution («La Gran Revolución Americana») en la Cámara de Representantes. Acusó al Partido Republicano de ser «beligerante» y abogó por una «opción de desunión pacífica por un lado, o Unión mediante ajuste y conciliación por el otro». Vallandigham apoyó el Compromiso de Crittenden, que fue un esfuerzo de último minuto para evitar la Guerra Civil. Culpó al seccionalismo y al sentimiento contra la esclavitud por la crisis de la secesión. Vallandigham propuso una serie de enmiendas a la Constitución. Estados Unidos se dividiría en cuatro secciones: norte, sur, oeste y Pacífico. Cada una de las cuatro secciones tendría el poder en el Senado de vetar la legislación. El Colegio Electoral se modificaría, aumentando el mandato de presidente y vicepresidente a seis años y limitado a un mandato, a menos que dos tercios de los electores estuvieran de acuerdo. La secesión por parte de un estado solo podría acordarse si las legislaturas de las secciones la aprobaban. Moverse entre las secciones era un derecho garantizado.
Vallandigham se opuso firmemente a cada proyecto de ley militar, lo que llevó a sus oponentes a acusarle de que quería que la Confederación ganara la guerra. Se convirtió en el líder reconocido de los Copperheads contra la guerra, y en un discurso el 8 de mayo de 1862, acuñó su lema: «Mantener la Constitución como está y restaurar la Unión como era». Fue respaldado por quince congresistas demócratas.
Vallandigham perdió su candidatura para un tercer mandato completo en 1862 por un gran margen, pérdida que significó que estaría fuera de la oficina a principios de 1863. Sin embargo, su pérdida se debió al menos en parte a la redistribución de distritos electorales. A pesar de esta pérdida, algunos todavía lo consideraban un futuro candidato presidencial.
Como representante del pato rengo, Vallandigham pronunció un discurso en la Cámara el 14 de enero de 1863, titulado The Constitution-Peace-Reunion («La Constitución-Paz-Reunión»). En él, manifestó su oposición al abolicionismo desde el «principio». Denunció las violaciones de las libertades civiles por parte de Lincoln, «que han convertido a este país en uno de los peores despotismos del mundo». Vallandigham criticó abiertamente la Proclamación de Emancipación preliminar de Lincoln, alegando que «la guerra por la Unión fue abandonada; la guerra por los negros comenzó abiertamente». También condenó los intereses financieros que se estaban beneficiando de la guerra. «Y no permita que Wall Street, o cualquier otro gran interés, mercantil, manufacturero o comercial, imagine que tendrá suficiente poder o riqueza para interponerse en el camino de la reunión a través de la paz.» Vallandigham agregó: «Derrota, deuda, impuestos, sepulcros, estos son sus trofeos.» El discurso de Vallandigham incluyó una propuesta para poner fin al conflicto militar. Abogó por un armisticio y la desmovilización de las fuerzas militares tanto de la Unión como de la Confederación.

## Actividades posteriores al Congreso

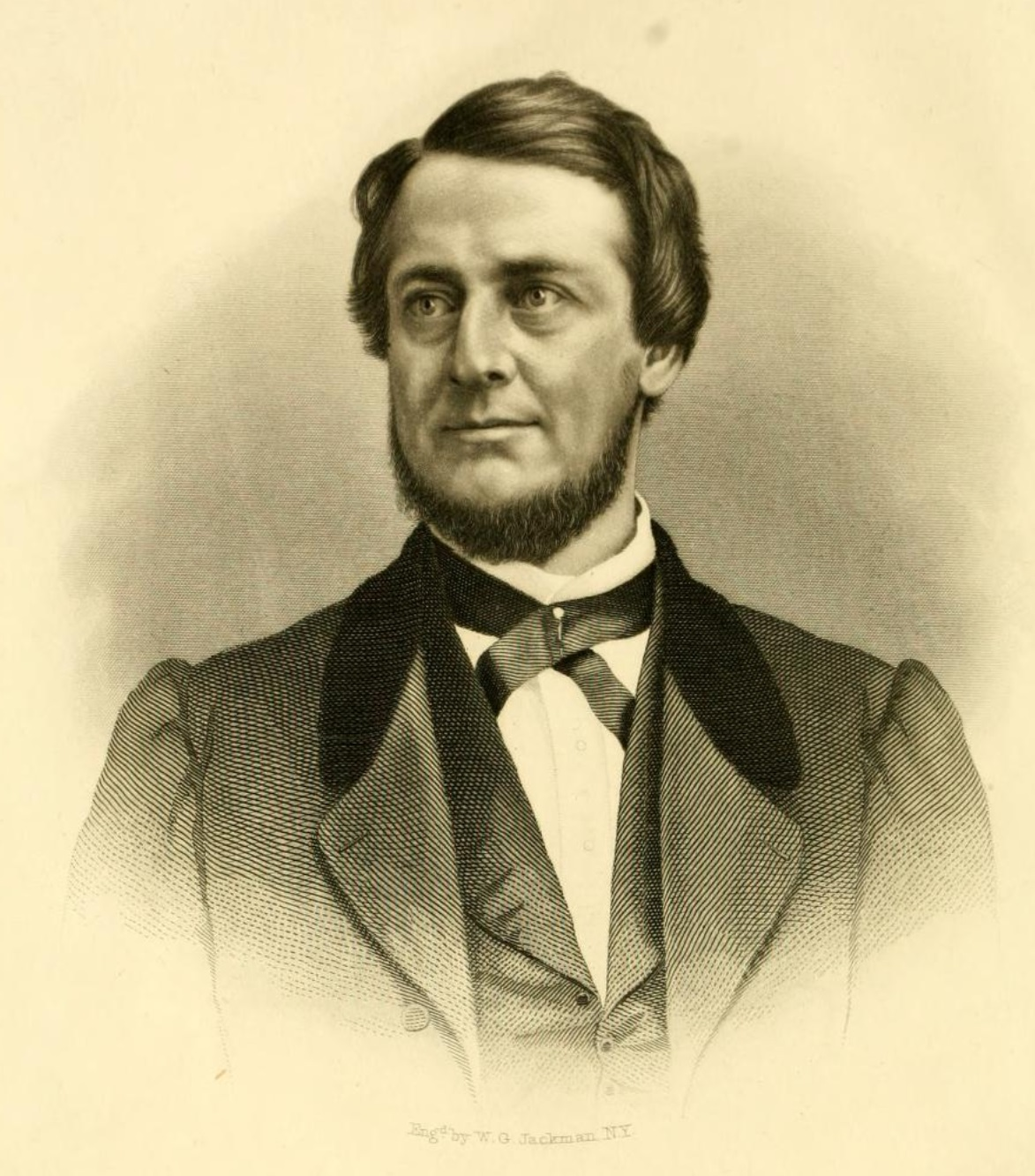
Vallandigham en 1863

Después de que el general Ambrose Burnside emitiera la orden general n.º 38, advirtiendo que el «hábito de declarar simpatías por el enemigo» no sería tolerado en el Distrito Militar de Ohio, Vallandigham pronunció un importante discurso el 1 de mayo de 1863. Acusó que la guerra ya no se libraba para salvar a la Unión, sino que se había convertido en un intento de liberar a los esclavos sacrificando la libertad de los estadounidenses blancos al «Rey Lincoln». Burnside también suprimió la circulación del Chicago Times.
La autoridad de la orden de Burnside provino de una proclamación del 24 de septiembre de 1862, en la que el presidente Lincoln suspendió el habeas corpus y sometió el alistamiento, reclutamiento o cualquier otra práctica «desleal» a la ley marcial al juicio por comisiones militares.

### Detención y juicio militar
El 5 de mayo de 1863, Vallandigham fue arrestado por violar la orden general n.º 38. Sus enfurecidos partidarios quemaron las oficinas del Dayton Journal, el rival republicano del Empire. Vallandigham fue juzgado por un tribunal militar el 6 y el 7 de mayo. El discurso de Vallandigham en Mount Vernon, Ohio, fue citado como la fuente del arresto. Fue acusado por la Comisión Militar de «expresar públicamente, en violación de las órdenes generales n.º 38, del Departamento de la Sede de Ohio, simpatía por quienes están en armas contra el Gobierno de los Estados Unidos y declarar sentimientos y opiniones desleales, con el objeto y propósito de debilitar el poder del Gobierno en sus esfuerzos por reprimir una rebelión ilícita.»
Las especificaciones de la acusación contra Vallandigham fueron:

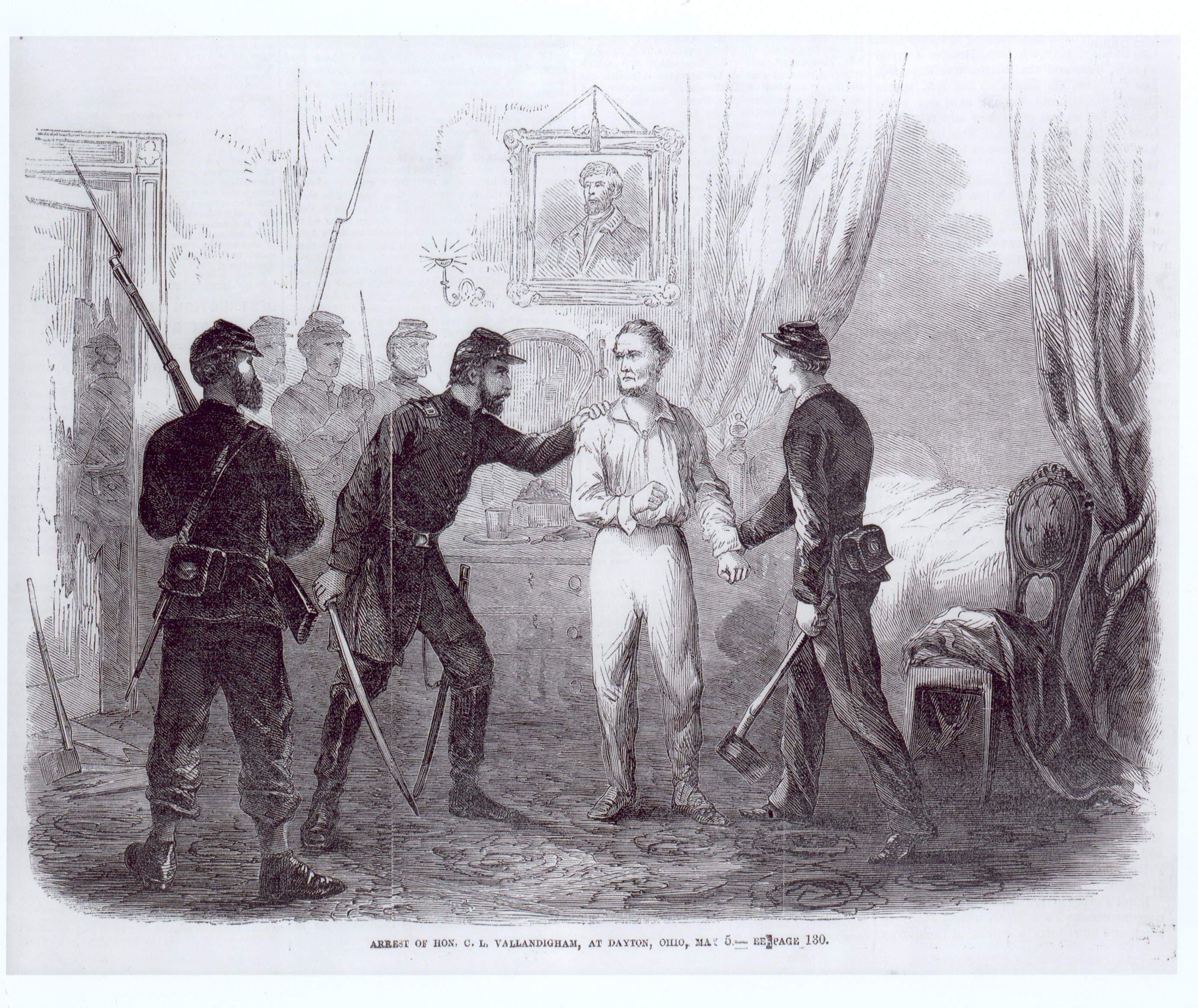
Arresto de Vallandigham en 1863

Declarando la guerra actual «una guerra malvada, cruel e innecesaria»; «una guerra que no se libra por la preservación de la Unión»; «una guerra con el propósito de aplastar la libertad y erigir un despotismo»; «una guerra por la libertad de los negros y la esclavitud de los blancos»; declarando «que si la Administración lo hubiera querido, la guerra podría haber terminado honorablemente hace meses»; que «la paz podría haberse obtenido honorablemente escuchando la propuesta de intermediación de Francia»; que «las proposiciones mediante las cuales los Estados del Norte podían recuperarse y el Sur garantizaba sus derechos en virtud de la Constitución, habían sido rechazadas el día antes de la última batalla de Fredericksburg, por Lincoln y sus secuaces», es decir, el Presidente de los Estados Unidos y los que están bajo su autoridad; acusando «que el Gobierno de los Estados Unidos estaba a punto de nombrar mariscales militares en cada distrito, para restringir al pueblo de sus libertades, para privarlo de sus derechos y privilegios»; caracterizando las órdenes generales n.º 38, del Departamento de la Sede de Ohio, como «una usurpación básica de autoridad arbitraria», invitando a sus oyentes a resistir la misma, diciendo que «cuanto antes la gente informe a los secuaces del poder usurpado que no lo harán someterse a tales restricciones sobre sus libertades, mejor»; declarando «que estuvo en todo momento y en todas las ocasiones, resuelto a hacer lo que pudiera para derrotar los intentos que ahora se están haciendo para construir una monarquía sobre las ruinas de nuestro gobierno libre»; afirmando «que creía firmemente, como dijo hace seis meses, que los hombres en el poder están intentando instaurar un despotismo en este país, más cruel y más opresivo que nunca antes».
Todas esas opiniones y sentimientos que él bien conocía ayudaban, consolaban y animaban a los que estaban en armas contra el gobierno, y no podían sino inducir a sus oyentes a desconfiar de su propio gobierno, simpatía por quienes estaban en armas en su contra y una disposición a resistir las leyes del país.
La propuesta de paz de Francia era cierta; Horace Greeley había solicitado a Vallandigham que ayudara en el plan de paz.
El capitán James Madison Cutts se desempeñó como abogado defensor en el juicio militar y fue responsable de la redacción de los cargos contra Vallandigham. Durante el juicio, los oficiales del ejército de la Unión que asistieron al discurso vestidos de civil, dieron testimonio de que Vallandigham llamó al presidente «Rey Lincoln». Fue condenado a confinamiento en una prisión militar «durante la continuación de la guerra» en Fort Warren, Massachusetts. Vallandingham solo llamó a un testigo en su defensa, el congresista Samuel S. Cox. Según el profesor de la Facultad de Derecho de la Universidad de Nuevo México, Joshua E. Kastenberg, dado que Cox era un conocido demócrata pacifista, su presencia en el tribunal militar probablemente perjudicó los intentos de Vallandigam de argumentar su inocencia.
El 11 de mayo de 1863, el exsenador de Ohio George E. Pugh presentó una solicitud de recurso de habeas corpus en la corte federal de Vallandigham. El juez Humphrey H. Leavitt del Tribunal de Circuito de los Estados Unidos para el Distrito Sur de Ohio confirmó el arresto y el juicio militar de Vallandigham como un ejercicio válido de los poderes de guerra del presidente. El Congreso había aprobado una ley que autorizaba al presidente a suspender el habeas corpus el 3 de marzo de 1863.
Se produjeron controversias y protestas. El 16 de mayo de 1863, hubo una reunión en Albany, Nueva York, para protestar por el arresto de Vallandigham. Se leyó a la multitud una carta del gobernador Horatio Seymour de Nueva York. Seymour denunció que se había establecido el «despotismo militar». Fueron adoptadas resoluciones por parte de John V. L. Pruyn. Las resoluciones fueron enviadas al presidente Lincoln por Erastus Corning. En respuesta a una carta pública emitida en la reunión de demócratas enojados en Albany, la Letter to Erastus Corning et al. de Lincoln del 12 de junio de 1863, explica su justificación para apoyar la condena del consejo de guerra.
En febrero de 1864, la Corte Suprema dictaminó que no tenía poder para emitir un recurso de habeas corpus a una comisión militar (Ex parte Vallandigham, 1 Wallace, 243).

### Expulsión

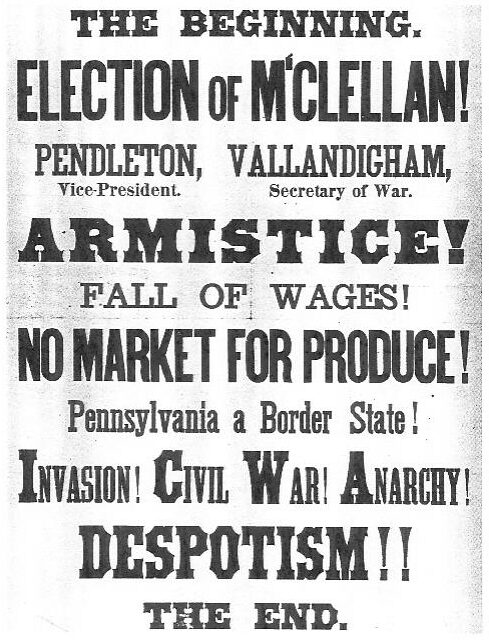
Cartel del Partido de Unión para Pensilvania advirtiendo de un desastre si McClellan gana.

Lincoln, que consideraba a Vallandigham un «agitador astuto», no quería convertirlo en un mártir de la causa Copperhead y el 19 de mayo de 1863 ordenó que lo enviaran a través de las líneas enemigas a la Confederación. Cuando estuvo dentro de las líneas confederadas, Vallandigham dijo: «Soy ciudadano de Ohio y de los Estados Unidos. Estoy aquí dentro de sus líneas por la fuerza y contra mi voluntad. Por lo tanto, me entrego a ustedes como prisionero de guerra.»
El 30 de mayo de 1863, se celebró una reunión en el parque militar de Newark, Nueva Jersey, donde se leyó una carta del gobernador de Nueva Jersey, Joel Parker. La carta de Parker condenó el arresto, juicio y deportación de Vallandigham, diciendo que «fueron actos arbitrarios e ilegales. Todo el procedimiento fue erróneo en principio y peligroso en su tendencia.» Sin embargo, la reunión contó con escasa asistencia. El New York World informó sobre la reunión en Albany. Burnside suprimió la publicación del World. El 1 de junio de 1863 se celebró otra reunión de protesta en Filadelfia.
El 2 de junio de 1863, Vallandigham fue enviado a Wilmington, Carolina del Norte, por el presidente Davis y fue puesto brevemente bajo vigilancia como un «enemigo extranjero».
El presidente Lincoln escribió la carta Birchard del 29 de junio de 1863 a varios congresistas de Ohio, ofreciendo revocar la orden de deportación de Vallandigham si aceptaban apoyar ciertas políticas de la Administración.
Vallandigham viajó a Richmond, Virginia, donde se reunió con Robert Ould, un excompañero de clase. Aconsejó a Ould que el ejército confederado no debería invadir Pensilvania, ya que uniría al Norte contra los Copperheads en las elecciones presidenciales de 1864. Sin embargo, una carta al editor de The New York Times dio una versión diferente, diciendo que Vallandigham alentó la invasión.
Vallandigham luego dejó la Confederación en un evasor de bloqueo a Bermuda, y de allí se fue a Canadá. Luego se declaró candidato a gobernador de Ohio y, de hecho, ganó la nominación demócrata en ausencia. Indignados por el trato que le dieron los demócratas de Lincoln, Ohio por una votación de 411-11, nominó a Vallandigham para gobernador en su convención del 11 de junio. Dirigió su campaña desde un hotel en Windsor, Ontario, donde recibió un flujo constante de visitantes y simpatizantes.
Vallandigham hizo esta pregunta en su carta del 15 de julio de 1863, To the Democracy of Ohio: «¿Habrá libertad de expresión, una prensa libre, asambleas pacíficas del pueblo y una votación libre por más tiempo en Ohio?»
Vallandigham perdió las elecciones para gobernador de Ohio de 1863 en una victoria aplastante ante el demócrata proguerra de la Unión John Brough por 288 374 votos contra 187 492, pero su activismo había dejado a la gente de Dayton dividida entre facciones pro y antiesclavitud.

### La Confederación del Noroeste
Mientras estaba en Canadá, en algún momento alrededor de marzo de 1864, Vallandigham se convirtió en líder de los Hijos de la Libertad, conspirando con Jacob Thompson y otros agentes del gobierno confederado, para formar una Confederación del Noroeste, que constaba de los estados de Ohio, Kentucky, Indiana y Illinois, al derrocar a sus gobiernos. Vallandigham solicitó dinero para armas a los confederados y, negándose a manejar el dinero él mismo, se lo dio a su socio James A. Barrett. Parte del plan era liberar a los prisioneros de guerra confederados.
Vallandigham regresó a los Estados Unidos «con un gran disfraz» el 14 de junio y pronunció un apasionado discurso en una convención demócrata improvisada en Hamilton, Ohio, al día siguiente. En ese discurso sintió la necesidad de mentir sobre su participación en una «organización subversiva» que no nombró.
El presidente Lincoln fue informado de su regreso. El 24 de junio de 1864, Lincoln redactó una carta al gobernador Brough y al general Heintzelman en la que decía «vigilar a Vallandigham y a los demás de cerca» y arrestarlos si es necesario. Sin embargo, no envió la carta y parece que decidió no hacer nada con respecto al regreso de Vallandigham. A finales de agosto, Vallandigham asistió abiertamente a la Convención Nacional Demócrata de 1864 en Chicago. Fue delegado de distrito de Ohio.
La recepción de la convención a Vallandigham fue mixta. Vallandigham recibió un «vehemente aplauso». En un momento el público gritó el nombre de Vallandigham y la respuesta fue «aplausos y silbidos». Hubo «vítores y silbidos» en otra ocasión cuando habló.
Vallandigham promovió como plataforma un «plan de paz», declarando a la guerra un fracaso y exigiendo el fin inmediato de las hostilidades. En su carta de aceptación, George B. McClellan condicionó la paz a que la Confederación estuviera lista para la paz y lista para unirse a la Unión. La postura de McClellan estaba en conflicto con la plataforma del Partido Demócrata de 1864 que declaró que «se hagan esfuerzos inmediatos para el cese de las hostilidades, con miras a una convención definitiva de los Estados, u otros medios pacíficos, con el fin de que, en el momento más temprano posible , la paz puede restablecerse sobre la base de la unión federal de los Estados.» Vallandigham apoyó la nominación de McClellan para la presidencia por parte de su partido, pero se mostró «muy indignado» cuando McClellan repudió la plataforma del partido en su carta de aceptación de la nominación. Durante un tiempo, Vallandigham se retiró de la campaña a favor de McClellan. La contradicción entre la plataforma del partido y las opiniones de McClellan debilitó los esfuerzos demócratas para ganarse a los votantes.
A finales de septiembre de 1864, el juicio por conspiración de Harrison H. Dodd, William A. Bowles, Andrew Humphreys, Horace Heffren y Lambdin P. Milligan, miembros de los Caballeros del Círculo Dorado, una organización paramilitar fundada en Cincinnati en 1854 que se había transformado en la Orden de los Caballeros Estadounidenses, antes de convertirse en los Hijos de la Libertad, comenzó en Indianápolis ante una comisión militar. George E. Pugh testificó como testigo del gobierno. El testimonio confirmó que Vallandigham era el «Comandante Supremo» y James A. Barrett era el «Jefe de Estado Mayor» de Vallandigham. Los testigos declararon que un misterioso señor Piper se había comunicado con ellos en nombre de Vallandigham. Según el testimonio de Felix G. Stidger, un agente federal encubierto que se infiltró en los Caballeros del Círculo Dorado, el plan de Vallandigham era comenzar una revuelta en algún momento entre el 3 y el 17 de noviembre.
En abril de 1865, Vallandigham testificó en el juicio por conspiración de los Caballeros Estadounidenses en Cincinnati, Ohio. Admitió haber conversado con Jacob Thompson, el agente confederado en Canadá. La rebelión intencionada nunca se materializó.

### Posguerra
En 1867, Vallandigham continuó su postura contra el sufragio y la igualdad con los afroamericanos. Sin embargo, sus puntos de vista cambiaron más tarde con la política de New Departure.
Vallandigham regresó a Ohio, perdió sus campañas para el Senado contra el juez Allen G. Thurman y para la Cámara de Representantes contra Robert C. Schenck en una plataforma anti-Reconstrucción, y luego reanudó su práctica legal.
En 1871, Vallandigham convenció a los demócratas de Ohio para que adoptaran la política de New Departure, que esencialmente dejaría de mencionar la guerra civil, «enterrando así todo lo que es del pasado muerto, a saber, el derecho a la secesión, la esclavitud, la desigualdad ante la ley y la desigualdad política; y además, ahora que la reconstrucción está completa y la representación dentro de la Unión fue restaurada», pero también afirmó que «el Partido Demócrata se compromete a la plena, fiel y absoluta ejecución y cumplimiento de la Constitución tal como está ahora, a fin de asegurar los mismos derechos a todas las personas bajo ella, sin distinción de raza, color o condición.» También pidió una reforma del servicio civil y un impuesto sobre la renta progresivo (ítems 10 y 12). Fue en contra del «proyecto de ley Ku-Klux» (ítem 17). El New Departure fue respaldada por Salmon P. Chase, un exmiembro del gabinete de Lincoln y presidente de la Corte Suprema de los Estados Unidos.

## Muerte
Vallandigham murió en 1871 en Lebanon, Ohio, a la edad de 50 años, después de dispararse accidentalmente en el abdomen con una pistola. Representaba a un acusado, Thomas McGehean, en un caso de asesinato por matar a un hombre en una pelea en un bar en Hamilton, Ohio. Vallandigham intentó probar que la víctima, Tom Myers, de hecho se había disparado accidentalmente mientras sacaba su pistola de un bolsillo mientras se levantaba de una posición de rodillas. Mientras Vallandigham consultaba con otros abogados defensores en su habitación de hotel en Lebanon House, más tarde Golden Lamb Inn, les mostró cómo demostraría esto al jurado. Al seleccionar una pistola que creía que estaba descargada, se la guardó en el bolsillo y representó los hechos como podrían haber sucedido, enganchando la pistola cargada en su ropa y provocando sin querer que se descargara en su estómago. Aunque fue herido de muerte, la demostración de Vallandigham demostró su punto, y el acusado, Thomas McGehean, fue absuelto y liberado de la custodia (solo para ser asesinado a tiros cuatro años después en su salón). Los cirujanos buscaron la bola de pistola, que se cree que se había alojado en las cercanías de la vejiga de Vallandigham, pero no pudieron localizarla, y Vallandigham murió al día siguiente de peritonitis. Sus últimas palabras expresaron su fe en «esa vieja doctrina presbiteriana de la predestinación». Su esposa, Louisa Anna (McMahon) Vallandigham, y su hijo Charles Vallandigham, lo enterraron en el cementerio Woodland en Dayton, Ohio.
Vallandigham fue elogiado por James W. Wall, un exsenador de Nueva Jersey, quien mencionó que recientemente se había reunido con él para hablar del New Departure. Wall había sido encarcelado durante la guerra civil por las autoridades de la Unión.
John A. McMahon, sobrino de Vallandigham, también era un representante de Estados Unidos de Ohio.

## Legado
La deportación de Vallandigham a la Confederación llevó a Edward Everett Hale a escribir The Man Without a Country. Este cuento, que apareció en The Atlantic Monthly en diciembre de 1863, fue ampliamente reeditado. En 1898, Hale afirmó que Vallandigham declaró que «no quería pertenecer a Estados Unidos».
Vallandigham es un personaje de algunas novelas de historia alternativa. En Bring the Jubilee (1953) de Ward Moore; y The Difference Engine (1991) de William Gibson y Bruce Sterling, Vallandigham derrotó a Lincoln en las elecciones presidenciales de 1864 después de que el Sur ganara la guerra civil. En The Guns of the South (1992), de Harry Turtledove, es elegido vicepresidente ese mismo año por la misma razón.
En Horrible Histories de CBBC, Clement Vallandigham es interpretado por Ben Willbond. En Horrible Histories se le muestra como un excelente abogado, aunque extremadamente avergonzado por la forma idiota en que murió, es decir, habiéndose suicidado por accidente defendiendo a su cliente, Thomas McGehean. En la primera temporada de 1000 Ways to Die, la muerte 909 se basa en el accidente fatal que sufrió al intentar demostrar su punto a los otros abogados.